# Songs in the Key of X: Music from and Inspired by the X-Files
Songs in the Key of X: Music from and Inspired by the X-Files è un album discografico di colonna sonora del 1996 relativo alla serie televisiva X-Files (The X-Files).

## Titolo
Il titolo fa riferimento all'album di Stevie Wonder del 1976 Songs in the Key of Life.

## Tracce
1. Time Jesum Transeuntum Et Non Riverentum"/"X-Files Theme – 10:18 (Nick Cave/Mark Snow) – Nick Cave & The Dirty Three/The Dirty Three
2. X-Files Theme (Main Title) – 3:24 (Mark Snow) – Mark Snow
3. Unmarked Helicopters – 3:22 (Soul Coughing) – Soul Coughing
4. On the Outside – 4:36 (Sheryl Crow, Jeff Trott) – Sheryl Crow
5. Down in the Park – 4:04 (Gary Numan) – Foo Fighters
6. Star Me Kitten – 3:30 (Bill Berry, Peter Buck, Mike Mills, Michael Stipe) – William S. Burroughs & R.E.M.
7. Red Right Hand – 6:11 (Nick Cave, Mick Harvey, Thomas Wydler) – Nick Cave and the Bad Seeds
8. Thanks Bro – 4:10 (Richard Patrick, Brian Liesegang, Matt Walker, Geno Lenardo, Frank Cavanagh) – Filter
9. Man of Steel – 4:59 (Frank Black) – Frank Black
10. Unexplained – 3:44 (Curt Kirkwood) – Meat Puppets
11. Deep – 3:50 (Glenn Danzig) – Danzig
12. Frenzy – 2:10 (David Hess, Augustus Stevenson) – Screamin' Jay Hawkins
13. My Dark Life – 6:20 (Elvis Costello) – Elvis Costello with Brian Eno
14. Hands of Death (Burn Baby Burn) – 4:12 (Charlie Clouser, Rob Zombie, Alice Cooper) – Rob Zombie & Alice Cooper
15. If You Never Say Goodbye – 4:06 (Chris Carter, Attrell Cordes, David Was) – P.M. Dawn
16. The X-Files Theme (P.M. Dawn remix) – 3:59 (Snow) – P.M. Dawn